# Templo de Ezequiel

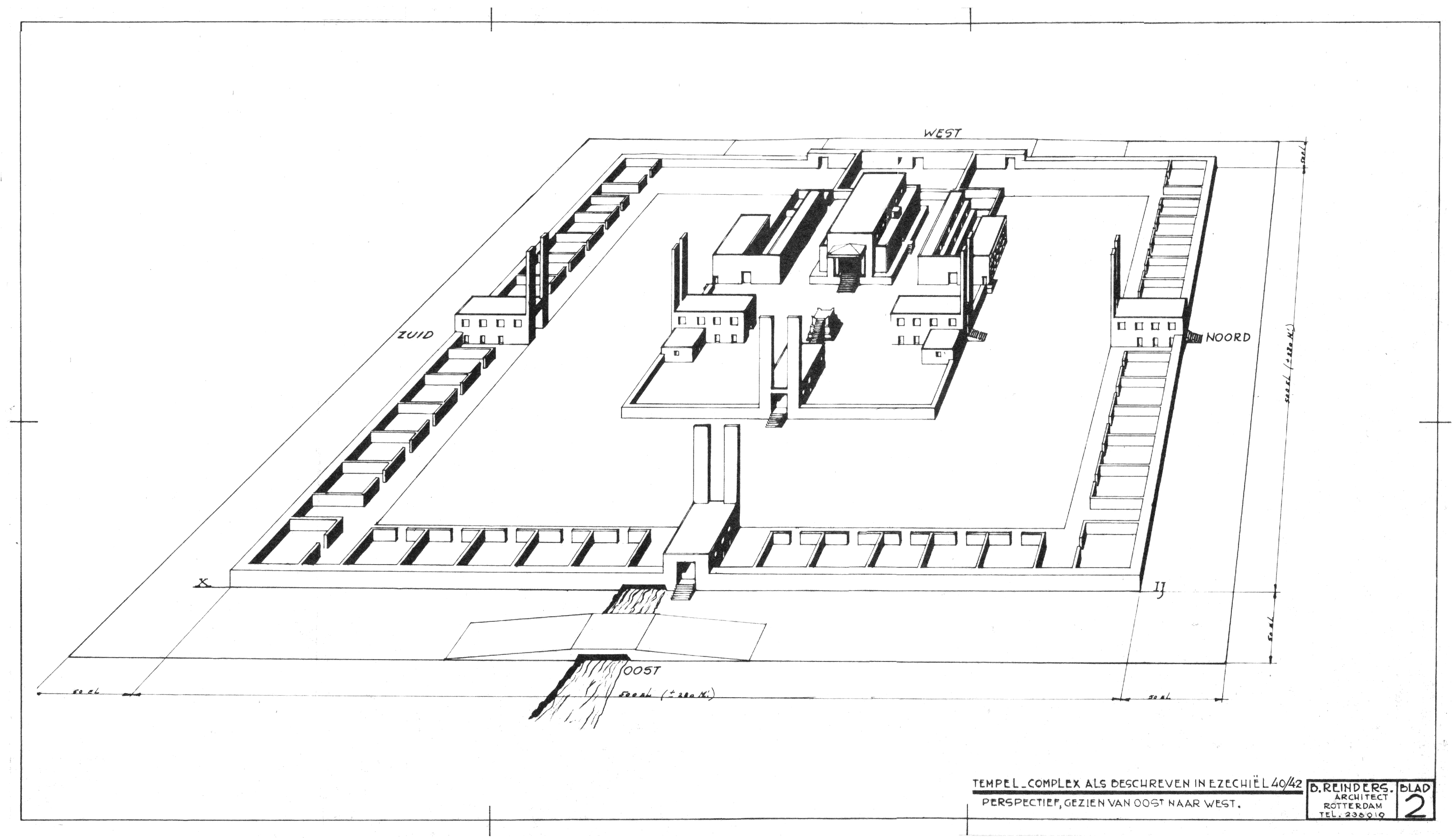
Esquema do Templo de Ezequiel desenhado pelo arquiteto holandês Bartelmeüs Reinders, Sr. (1893–1979)

Templo de Ezequiel é uma estrutura de templo não construída descrita no livro bíblico de Ezequiel.

## Detalhes
As características do templo são descritas em detalhes no livro de Ezequiel, na forma de uma visão dada ao profeta. São descritas as características físicas da estrutura de vários níveis com painéis de madeira, como portões, pátios externos e internos, câmaras laterais e vestíbulos, arcos, portas, janelas, santuário e altar. Alguns móveis são descritos. Detalhes da decoração são fornecidos, por exemplo, querubins e palmeiras esculpidos nas portas e paredes. Os propósitos das câmaras laterais são dados, por exemplo, para a vestimenta dos sacerdotes, para o consumo da carne dos sacrifícios pelos sacerdotes e para os cantores. As dimensões são fornecidas com base no côvado.

## Interpretações

### Judaísmo
Maimônides o chamou de "o templo que será construído" e qualificou esses capítulos de Ezequiel como complexos para o leitor comum e até mesmo para o estudioso experiente.[carece de fontes?]

### Cristianismo
Algumas interpretações cristãs do templo de Ezequiel são: é o templo que Zorobabel deveria ter construído; um templo literal a ser reconstruído durante o reinado milenar de Cristo ; um templo que é um símbolo da adoração a Deus pela igreja cristã hoje; ou um símbolo do futuro e eterno reinado de Deus. Vários comentaristas cristãos também acreditam que este templo será um quarto templo literal, que existirá durante o Reino Milenar, após a destruição de um futuro templo que será profanado pelo Anticristo.
Outros teóricos veem o Templo de Ezequiel como a Nova Jerusalém descrita no livro do Apocalipse; a noiva do Cordeiro (cuja forma e materiais compostos são semelhantes ao Santuário); o Templo de Deus sendo os próprios cristãos, onde seu Espírito habitará neles (1 Coríntios 3:16).